# Arnór Tumason
Arnór Tumason (1182 – 1221) fue un caudillo medieval y goði de Víðimýri, Skagafjörður, Islandia en el siglo XIII. Pertenecía al clan familiar de los Ásbirningar. Hijo de Tumi Kolbeinsson, sustituyó a su hermano Kolbeinn Tumason como líder del clan tras su muerte en la batalla de Víðines (1208) y continuó las disputas y desafíos con el obispo Guðmundur Arason. Las continuas desavenencias le obligaron a huir a las montañas para más tarde exiliarse a Noruega donde permaneció varios años para regresar en 1218 y asentarse en Hólar, prendió al obispo Arason y lo mantuvo en custodia durante un año.
Arnór regresó a Noruega en otoño de 1221 junto a su esposa y sus dos hijos más jóvenes, Kolbeinn ungi Arnórsson y Arnbjörg que casaría más tarde con Órækja Snorrason, hijo de Snorri Sturluson. Su hija mayor Sigríður casó con Böðvar Þórðarson y fue madre de Þorgils skarði Böðvarsson. 
Arnór cayó enfermo en la Navidad de 1221 y falleció en Noruega.